# REIKO
「REIKO」（レイコ）は、日本のAORバンドであるカルロス・トシキ&オメガトライブの3枚目、1986オメガトライブから数えると通算8枚目のシングルである。

## 解説
- 本作品では新メンバーとなったジョイ・マッコイがリードボーカルを担当している。そのため、アーティスト表記は featuring JOY McCOY Carlos. T & Ω TRIBE となっている。
- 本作品ではシングルも2形態で発売された。一つはEP盤・CDシングル・シングルカセットの3パターン、もう一つは初の12インチシングル盤・12cmマキシシングルの2パターンである。なお、2形態はオリジナルバージョン以外の曲はそれぞれ収録曲が異なっており、収録曲順も異なっている。また、どちらかが限定発売ということではなく、どちらも通常盤での発売となった（ここでは「シングル」、「12インチシングル」と表記する）。
- アナログシングル盤の発売は本作品で最後となっており、12インチアナログシングル盤と12cmマキシシングルの発売は、本作品が唯一となっている。
- 本作品で初めて、メンバーの写っている写真がジャケットに使用され、またシングルでは唯一の作品となっている。
- 後に発売されたアルバムやベスト盤等では、小文字を使用して「Reiko」と表記される場合がある。

## 収録曲

### シングル
1. REIKO
  - 作詞: 康珍化、作曲: 和泉常寛・新川博、編曲: 新川博、JERRY HEY
2. Wind Gauge 〜風速計〜
  - 作詞:田口俊、作曲: 林哲司、編曲: 新川博
  - この曲は、カルロスがリードボーカルを担当している。

### 12インチシングル
1. REIKO 〜English Version〜
  - 作詞: 康珍化、英訳： Michael Mcfadden、作曲: 和泉常寛・新川博、編曲: 新川博、JERRY HEY
  - このバージョンは、オリジナルバージョンよりも長いリミックスバージョンとなっており、関係者向けに配布されたチラシには「12inch Dance Mix [Extended English Version]」と記載されている。[1]
2. REIKO 〜Original Version〜
  - 作詞: 康珍化、作曲: 和泉常寛・新川博、編曲: 新川博、JERRY HEY
  - 同時に発売されたシングルバージョンと同一バージョン。